# Chiesa di Santa Maria a Lancialberti
La chiesa di Santa Maria a Lancialberti si trova nel comune di Certaldo, in provincia di Firenze, diocesi della medesima città.
Fa parte del piviere della pieve di San Giovanni Battista in Jerusalem a San Donnino.
L'edificio consiste in una semplice aula rettangolare: la facciata a capanna è l'unica testimonianza della fase romanica.

## Storia
Le prime notizie su questa chiesa risalgono alla seconda metà del XIII secolo: viene citata in alcuni documenti erariali dove è segnalata come già suffraganea della pieve di San Giovanni Battista in Jerusalem a San Donnino.
I documenti sono assai scarsi: nel 1658 la canonica minacciava di rovinare.
Vi fu un impoverimento costante tanto che il 26 aprile 1802 la chiesa fu annessa alla vicina chiesa di Santa Margherita a Sciano.